# Nintendo 64DD
Nintendo 64DD is een accessoire voor de Nintendo 64-spelconsole. Het is aangesloten op de Nintendo 64 door de uitbreidingspoort aan de onderkant van de N64. De uitbreidingspoort liet de N64 toe om eigen magnetische, optische 64MB-schijven te gebruiken voor uitbreiding van de gegevensopslag. Hoewel het was aangekondigd vóór de lancering van de Nintendo 64 in 1996, duurde het ontwikkelen van de Nintendo 64DD tot in eind 1999. Het werd enkel uitgebracht in Japan op 1 december 1999. Het stond gepland voor een Noord-Amerikaanse uitgave in 2000, maar werd een commerciële mislukking.

## Geschiedenis
De Nintendo 64DD was aangekondigd in 1995 op Nintendo's Shoshinkai (nu bekend als SpaceWorld). Een van de spellen, die ontwikkeld werd voor de console, was Creator, een muziek- en animatieprogramma gemaakt door Software Creations, door dezelfde mensen die ook de 'Sound Tool' voor de Nintendo Ultra 64-ontwikkelkit hadden gemaakt. De ontwikkelaars van het spel adverteerden dat dit programma zou kunnen worden geïmplementeerd in andere spellen, waardoor het mogelijk was om texturen te verplaatsen en zelfs eigen levels en een 'poppetje' te maken. Er was echter geen bespeelbare versie van Creator op de Shoshinkai spelshow van 1995. Bij de E3 van 1997 speculeerde Nintendo's hoofdontwerper dat de eerste spellen voor het nieuwe systeem SimCity 64, Mario Artist, Pocket Monsters en EarthBound 64 zouden zijn.
Hoe dan ook, de 64DD was vertraagd tot het uitkomen op 1 december 1999 in Japan. Nintendo verkocht de systemen door een abonneeservice genaamd RANDnet en klanten zouden per e-mail games ontvangen. Daardoor werden er weinig Nintendo 64DD's verkocht, wat als resultaat kreeg dat de 64DD voor korte tijd door Nintendo werd ondersteund en maar negen spellen voor waren ontwikkeld. De meeste niet-uitgekomen spellen voor 64DD waren geannuleerd of zijn uitgekomen als gewone Nintendo 64-spellen of zelfs als GameCube-spellen.

## Hardware
De N64DD heeft een 32 bit-coprocessor om het lezen van magneto-optische schijven makkelijker te maken en om gegevens naar de hoofdconsole over te brengen. Het was de bedoeling om Nintendo's antwoord te worden op de goedkopere productie van de compact disc, die ook werd gebruikt voor Sony's PlayStation. Sony's cd-opslag kan een capaciteit van ongeveer 650 MB's bevatten van informatie, in vergelijking met de Nintendo 64 die maar in staat is om 4 tot 64 MB ROM op te slaan.
Het nieuwe medium voor de N64DD was herschrijfbaar en had een opslagcapaciteit van 64 MB. De games op de normale N64-geheugenkaarten konden ook samenwerken met DD-uitbreidingen, extra levels, minigames, en zelfs het opslaan van persoonsgegevens.
De aandrijving werkt net als een zipdisk en heeft een verbeterde audio-bibliotheek. Het belangrijkste N64-dek maakte gebruik van zijn RCP-chip en NEC VR4300 om de gegevens te vervoeren van het bovenste cartridgeslot en de I/O-apparaten. Om het te laten werken met de 64DD, moest er nog 4 MB aan RAM-geheugen bij, met een totaal van 8 MB. In tegenstelling tot de N64 kan de 64DD zelf opstarten, zonder de noodzaak van een spelcartridge in het bovenste dek, want het heeft zelf een opstartmenu. Dit zou later worden overgedragen naar de Nintendo GameCube en latere Nintendo spelconsoles.
De 64DD had zijn eigen ontwikkelkit die werkte in combinatie met de N64-ontwikkelkit.

### Accessoires
De versie van 64DD bevatte een modem voor het verbinden met het netwerk RANDnet, een audio-video-RCA-aansluiting en line-in-adapter genaamd de Capture Cassette (aan te sluiten op het hoofd-geheugenstickslot), en een muis en toetsenbord die zijn aangesloten op de spelcontrolleringangen.

## RANDnet
Zoals de Super NES een online Satellaview-dienst had in Japan, had de Nintendo 64DD de RandNet-service (genoemd naar de twee bedrijven die betrokken bij het project, Recruit en Nintendo). RandNet, ook bekend als "landnet", werd gelanceerd in december 1999. Met de RandNetservice kunnen gamers het online tegen elkaar opnemen, nieuwe uitgebrachte games spelen voordat ze in de winkels liggen, surfen op internet, online naar muziek luisteren en nog veel meer.
De RandNet Starters Kit kwam verpakt met 64DD-machines en omvatte alles wat nodig was om toegang tot de dienst te krijgen (het abonnement kostte ¥ 2500 per maand, gelijk aan ongeveer 21,30 euro):
- Nintendo 64 Modem: de door Nexus ontwikkelde softwaremodem was gehuisvest op een speciale geheugenstick die werd aangesloten op het N64-geheugenstickslot. De Modem Cart had een poort om aan te kunnen sluiten aan de meegeleverde modulaire kabel, die vervolgens wordt aangesloten op het netwerk.
- Expansion Pak: deze 4 MB RAM uitbreiding brengt de N64-systeem naar 8 MB RAM. De Expansion Pack werd later gebundeld met Donkey Kong 64 over de hele wereld. Het werd ook apart verkocht.
- 64DD: de beschrijfbare 64MB-hardeschijfplug-in maakte netwerkgebruik en het opslaan van gegevens mogelijk. Zonder dat is het RandNetservice nutteloos.
- Randnet Browser Disc: dit is de schijf waarmee gebruikers toegang krijgen tot de uitwisselings- en informatiepagina voor abonnees en tot het internet.

Eenmaal ingelogd op de dienst konden spelers kiezen uit een verscheidenheid aan opties voor vermaak:
- Battle Mode: modus waarin gamers tegen elkaar konden spelen, voor het uitwisselen van scores en om te concurreren tegen spelers van over het hele land.
- Observatie Mode: spioneren op andere spelers en het kijken naar hun spelsessies.
- Beta Test: speel een paar voorbeeldlevels, vooral van aankomende nieuwe spellen.
- Informatie-uitwisseling: Online berichtpagina en e-mail voor het communiceren met andere gebruikers.
- Gemeenschap: berichten naar de actuele spelprogrammeurs en -producenten over hun toekomstige producten en oude favorieten.
- Internet Surfen: surfen op het internet met een aangepaste webbrowser.
- Digitale Magazine: controleer online sportuitslagen, weerberichten en nieuws.
- Music Distribution: luister naar muziek in cd-kwaliteit waarvan een aantal nog niet is vrijgegeven in de winkels.
- Editing Tool: maak eigen aangepaste avatars om te communiceren met andere gebruikers.

RandNet was een semi-populaire dienst, gezien de beperkte 64DD's die er waren. Een van de meest aanzienlijke groep van games die RandNet ondersteuning had was de Mario Artist-serie die gebruikers in staat stelde om hun kunstwerk/creaties te ruilen met anderen. Wedstrijden en andere speciale gebeurtenissen kwamen ook zo nu en dan. De service was echter niet succesvol genoeg om zijn voortbestaan te garanderen. De service werd in februari 2001 stopgezet, waardoor alle RandNet-hardware nutteloos werd. Nintendo kocht alle RandNet-gerelateerde hardware (gamers konden de 64DD houden, die was namelijk in staat om zelfstandig te functioneren). Vanaf de dag dat Nintendo besloten had om de service stop te zetten tot de dag dat de service daadwerkelijk offline ging, mochten de gebruikers gratis gebruikmaken van het netwerk.

## Uitgekomen games
| Naam (Engelse en Japanse benaming)                                                                       | Datum             |
| --- | ----------------- |
| Mario Artist: Paint Studio マリオアーティスト ペイントスタジオ                                           | 1 december 1999   |
| Doshin the Giant 巨人のドシン1                                                                           | 1 december 1999   |
| Randnet Disk ランドネットディスク                                                                        | 23 februari 2000  |
| Mario Artist: Talent Studio マリオアーティスト タレントスタジオ                                          | 23 februari 2000  |
| SimCity 64 シムシティー64                                                                                | 23 februari 2000  |
| F-Zero X Expansion Kit エフゼロ エックス エクスパンション キット                                         | 21 april 2000     |
| Japan Pro Golf Tour 64 日本プロゴルフツアー64                                                            | 2 mei 2000        |
| Doshin the Giant: Tinkling Toddler Liberation Front! Assemble! 巨人のドシン解放戦線 チビッコチッコ大集合 | 17 mei 2000       |
| Mario Artist: Communication Kit マリオアーティスト コミュニケーションキット                              | 29 juni, 2000     |
| Mario Artist: Polygon Studio マリオアーティスト ポリゴンスタジオ                                         | 29 augustus, 2000 |

## Aangekondigde games
Voor Nintendo 64DD waren verschillende games aangekondigd maar de meesten werden uiteindelijk geannuleerd, uitgegeven als Cartridge voor de Nintendo 64, in een verzameleditie of voor een andere spelcomputer.
- 7th Legion
- Automobili Lamborghini uitbreiding
- Cabbage Dit was later de inspiratie voor Nintendogs.
- Creator (later geïntegreerd binnen de Mario Artist serie)
- DD Sequencer
- Desert Island: No Man's Island
- Dezaemon 3D expansion kit
- Diablo
- Digital Horse Racing Newspaper
- Doubutsu Banchou (Animal Leader, uitgebracht op Nintendo GameCube als Cubivore: Survival of the Fittest)
- Dragon Warrior VII (werd wel uitgebracht op de PlayStation)
- DT
- Far East of Eden: Oriental Blue (geannuleerd, het werd een Game Boy Advance-titel met dezelfde naam)
- Final Fantasy VII (ontwikkeling is nooit begonnen op de Nintendo 64, is later uitgebracht voor de PlayStation)
- Fire Emblem 64 (geschrapt, sommige elementen van de plot werden later gebruikt voor: Fire Emblem: Fūin no Tsurugi)
- Gendai Dai-Senryaku: Ultimate War
- Hybrid Heaven (uitgegeven als cartridge op de Nintendo 64)
- Jungle Emperor Leo (Kimba the White Lion)
- Kirby 64: The Crystal Shards (uitgegeven als cartridge op de Nintendo 64)
- Mario Artist: Game Maker
- Mario Artist: Graphical Message Maker
- Mario Artist: Sound Maker
- Mario Artist: Video Jockey Maker
- Mission: Impossible (Uitgegeven als cartridge voor de Nintendo 64)
- Morita Shogi 64 (uitgegeven als cartridge op de Nintendo 64)
- Mother 3 (EarthBound 64)(geannuleerd, dit werd een Game Boy Advance-titel)
- Mother 3.5 (EarthBound 64-uitbreiding)
- Ogre Battle 64: Person of Lordly Caliber
- Pokémon 64/Pokémon RPG
- Pokémon Stadium (uitgegeven als cartridge op de Nintendo 64)
- Pokémon Stadium uitbreidingsdisk
- Pokémon Stadium 2 (uitgegeven als cartridge op de Nintendo 64)
- Project Cairo
- Quest 64-uitbreiding
- Rev Limit
- SimCopter 64
- Snow Speeder (uitgegeven als cartridge op de Nintendo 64 in Japan) In de VS en EU als Big Mountain 2000
- Super Mario 64 2
- Super Mario RPG 2 (uitgegeven op de GameCube als Mario Story Japan en Paper Mario in de EU en de VS.)
- Suu
- Tank
- Teo
- Tetris Wars(aangekondigd door Data East in 2000, maar uiteindelijk toch geschrapt)
- Tonic Trouble-uitbreiding
- Toukon Road: Brave Spirits-uitbreiding
- Twelve Tales: Conker 64 (uitgegeven als cartridge Conker's Bad Fur Day)
- Wall Street
- Ultra Donkey Kong (uitgegeven als Donkey Kong 64 op cartridge voor de Nintendo 64)
- Ura Zelda (een uitbreidingsdisk voor The Legend of Zelda: Ocarina of Time) Onderdelen hiervan zijn als "The Legend of Zelda: Ocarina of Time - Master Quest" uitgekomen op de GameCube.
- Yosuke Ide's Mahjong Juku
- Yoshi's Island 64 (Uitgekomen op cartridge als Yoshi's Story)
- Zelda 64 (Uitgekomen op cartridge als The Legend of Zelda: Ocarina of Time)
- Zelda Gaiden (later uitgegeven als The Legend of Zelda: Majora's Mask op cartridge voor de Nintendo 64)